# 瓦格纳集团
瓦格纳私人軍事服務公司（羅馬化：ChVK "Vagner"），通稱瓦格纳集團（Группа Вагнера，羅馬化：Gruppa Vagnera），是一系列俄罗斯准军事组织及私人軍事服務公司的代稱，並被普遍视为一支僱傭兵甚至私人军队。其由與俄罗斯总统弗拉基米尔·普京關係密切的寡頭叶夫根尼·普里戈任所創辦及指揮，名称出自德国音乐家理查德·瓦格纳。由于俄罗斯法律禁止私营军事公司，该集团於法律之外的灰色地帶營運。瓦格纳集团的运作旨在支持俄罗斯的國家利益，故该集团獲俄罗斯国防部供應軍備，并使用国防部的设施进行训练，故有稱其事实上隶属于俄罗斯国防部或俄罗斯军事情报机构格鲁乌。虽然瓦格纳集团本身不受意识形态驱动，但仍可見一定程度的新纳粹主义及极右思想元素影響。
瓦格納集团自創辦以來一直活躍参與世界各地的武装冲突，包括叙利亚、利比亚、中非及马里等地的内战，協助當地親俄勢力作戰；但其真正開始崭露头角為2014年顿巴斯战争期间，於烏東戰場上與顿涅茨克人民共和国和卢甘斯克人民共和国的頓巴斯親俄武裝並肩作戰。集團傭兵在所有被部署過的戰區均被指控犯下战争罪行，包括有强奸、抢劫、法外處決、屠殺平民，以及拷打被指控为逃兵的士兵等。瓦格納集團兵力曾在2022年12月達到五萬之多，但在巴赫穆特戰役中遭烏軍重創，亦因此導致創辦人也和俄羅斯國防部長衝突不斷，並擁兵自重最終導致瓦格納集團兵變，瓦格納高層被俄政府刺殺後公司大部分被納入準國防體系列管，並被普京拆解扶持成四家其心腹持有的子公司以維持勢力平衡，一部份員工選擇重簽合約、改為正式服役或是更換派駐非洲。
瓦格納系統屬於現代常見的軍事外包模式，主要被政府用作掩飾敏感軍事行動、戰爭傷亡及軍事開支等用途。自俄罗斯入侵乌克兰後，瓦格納傭兵便成為了俄軍在烏克蘭戰場上的辅助补充力量達到數萬人之譜，其具體重要性可見一斑。更重要的是，作为私营公司有相当大的自由来为自己的业务融资或投資，因此不会佔用太多國防预算，亦不會產生任何賬面記錄，但其因經常參與海外各種低烈度衝突磨練實戰經驗，並沒有因私營性質而令戰鬥力下降；加上由於其主要兵員資格可接受囚犯、無業遊民及外籍人士等等在正式軍隊招募中會被刷掉的人力，除能進一步挖掘兵力來源外，亦能同時解決失業率的問題，故可有效減輕發動戰爭對俄羅斯政府造成的民意壓力。瓦格納傭兵因經常被派往執行高危任務承受慘重傷亡，故此報酬亦相對一般軍事役更豐厚，而經過服役後重回社會建設，除促進經濟外，據稱亦能有效減低釋囚刑案再犯率；以上特質均對俄羅斯政府具極高利用價值，故其即使在平息叛亂後亦繼續經營。最後，因其非官方地位令俄政府事後可合理推諉，亦會被派遣執行如刺杀乌克兰政客等敏感行動。

## 沿革

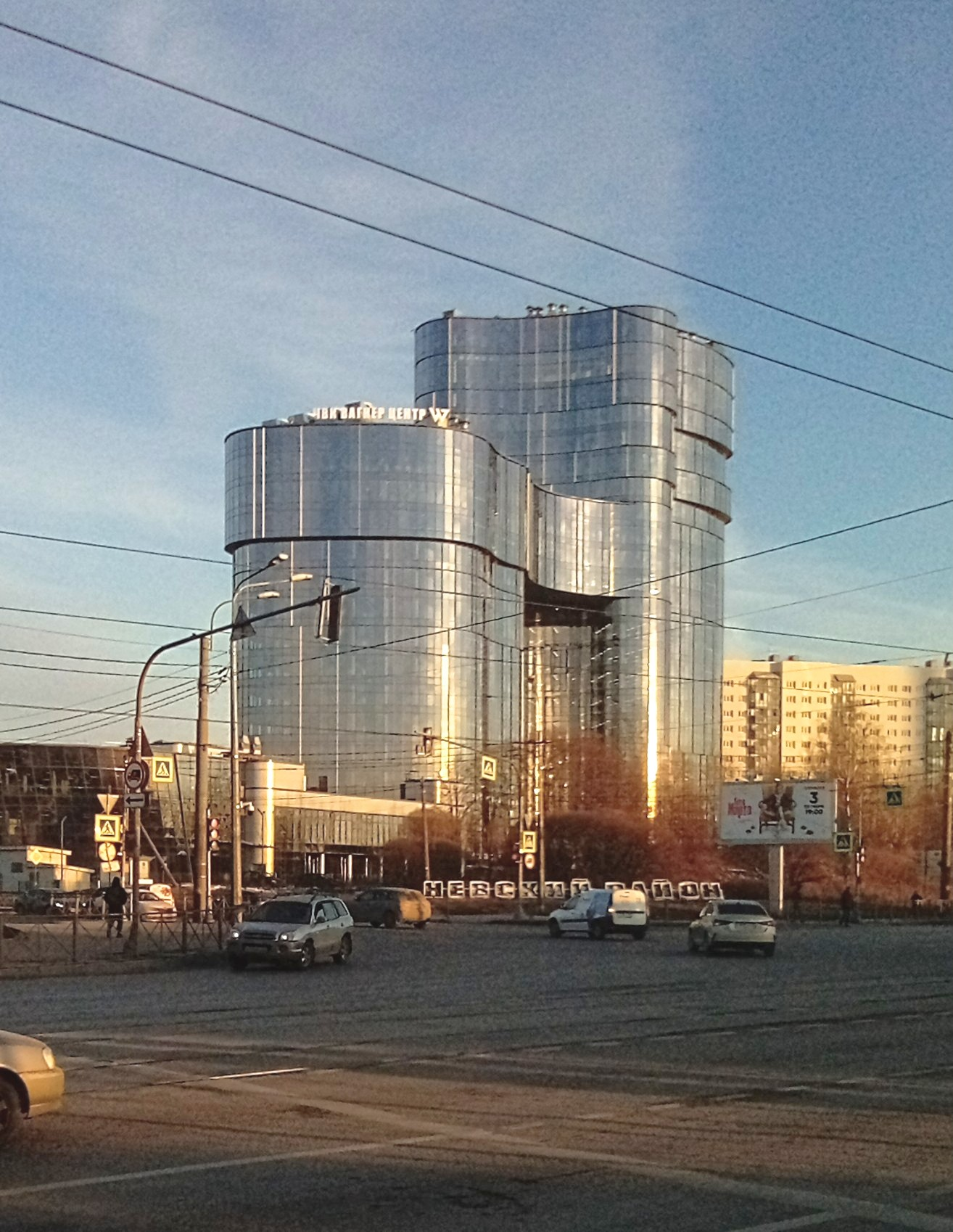
聖彼得堡的瓦格納集團總部

組織名稱「瓦格納」由其中一名重要指揮官德米特里·乌特金所取，出自希特勒最喜愛的音樂家理查德·瓦格納，体现出乌特金崇尚纳粹主義的一面。集團同時在俄罗斯有两个俗稱，「音乐家」（因瓦格納本人為音樂家）和「厨子」（因普里戈津正職為飲食業大亨）。
组织由2013年在叙利亚进行战斗的雇佣军“斯拉夫军团”的残余组成，根據俄羅斯異見者向英國國會提交的資料顯示「斯拉夫集團」是一家提供武裝保鑣、軍品運輸、情報蒐集及軍事顧問等服務的僱傭兵公司，成立之初招募人員參加敘利亞內戰，協助守衛敘利亞油田及管道，包括在敘利亞代爾祖爾的油田，集團在中國香港及俄羅斯進行公司註冊，註冊年份是2012年，在香港的公司註冊處存有「斯拉夫集團」的報表，該公司其中一名僱員為2013年退役於俄罗斯总参谋部情报局第2独立旅第700独立特种特遣队的俄國軍官德米特里·乌特金中校，他成為瓦格納集團的創辦人之一，而他本人亦與後來成為瓦格納負責人的普里戈任關係密切。俄羅斯聯邦在2013年11月曾經拘捕部分斯拉夫集團的成員，斯拉夫集團於同年12月停止運作，但是普里戈任未有斷絕與該集團的往來，還在2014年起大力投資斯拉夫集團的傭兵，之後更取得控制權，並更名為瓦格納集團。
組織首次公開現身為2014年俄羅斯併吞克里米亞期间，其夥同俄軍非法佔領克里米亞半島，當時因身份無法被證實而被代稱為小绿人；自2022年俄羅斯入侵烏克蘭後，瓦格纳集团已经明显超出了一般雇佣兵组织的范畴，不光装备各种俄系现役武器装备，如BM-21“冰雹”，BM-27“飓风”，鎧甲-S1彈炮合一近程防空系统，还拥有自己内部独特的无名墓地、纪念碑以及勋章体系。
2022年9月26日，普里戈任於社交媒體VK發文，經過多年來的否認後首次公開承認於2014年创立了後來被稱作瓦格纳的傭兵團；文中指當時的草創的作戰營是其濫觴，並已向乌克兰的顿巴斯派遣精练的战斗人员。普里戈任原帖內文稱：「就在那时，2014年5月1日，一个爱国者集团诞生了，它取名为瓦格纳营战术小組。而现在我承认，这些人，这些英雄，曾捍卫了叙利亚人民，其他阿拉伯国家的人民，捍卫非洲和拉丁美洲的被剥夺者，他们成为我们俄罗斯祖国的支柱。我为能够捍卫他们维护祖國利益的权利感到自豪。」

## 組織架構
估計瓦格纳集团現有16个以上的突击队，一个突击队有旅或团級规模。

### 指揮官
- 叶夫根尼·普里戈任 †，創始人兼幕後首腦，死於2023年特維爾州飛機墜毀事故
- 德米特里·乌特金 †，呼号"Вагнер"（「瓦格纳」），創始人兼總指揮官，死於2023年特維爾州飛機墜毀事故。
- 帕維爾·普里戈任，葉夫根尼之獨子，其父空難身亡後據遺囑繼承亡父全部遺產，並因此於2023年10月初繼任瓦格納集團首腦；他強調知道是誰對他父親的死負有責任並會報復[86]。
- 米哈伊尔·米津采夫，副总指挥官，前俄罗斯联邦国防部副部長。
- 安德烈·特罗舍夫，呼号"Седого"（「灰髮」），副总指挥官，管理安全部门和后方部队。前俄羅斯空降軍炮兵上校、特別用途機動單位、特別迅速應變分隊，普京钦点的普里戈津接班人。曾獲得俄罗斯聯邦英雄、顿涅茨克英雄、卢甘斯克英雄、2枚勇气勋章、2枚红星勋章、一級祖國功勳勳章。
- 安东·叶利扎罗夫，呼号"Лотос"（「蓮花」），副总指挥官，索萊達爾战役总指挥。前俄羅斯空降軍大尉、格魯烏特種部隊，2014年因侵犯军队财产判处三年徒刑，同年加入瓦格纳。曾獲得俄罗斯聯邦英雄、顿涅茨克英雄、卢甘斯克英雄。
- 亚历山大·库兹涅佐夫，呼号"Ратибор"（「拉蒂博尔」），第一突击队指挥官。前GRU少校，2008年因涉嫌绑架和抢劫判处三年徒刑，2014年加入瓦格纳。曾獲得俄罗斯聯邦英雄、顿涅茨克英雄、卢甘斯克英雄、四级祖国功勋勋章、4枚勇气勋章。
- 鲍里斯·尼热维诺克，呼号"Зомби"（「殭屍」），第三突击队指挥官。前格魯烏特種部隊、SOBR，2014年加入瓦格纳。曾獲得俄罗斯聯邦英雄、四级“祖国功勋”勋章、4枚勇气勋章。
- 安德烈·博加托夫，呼号"Бродяги"（「流浪汉」），第四突击队指挥官。前俄羅斯空降軍上校。罗迪纳党员，2016年協助敘利亞政府軍進攻巴爾米拉時，在巴尔米拉附近受重伤失去左臂。曾獲得俄罗斯聯邦英雄、1枚勇气勋章、1枚红星勋章。
- 德米特里·波多尔斯基，呼号"Салем"（「塞勒姆」），前第五突击队指挥官。前俄羅斯空降軍少校，远东区跆拳道冠军。负责巴赫穆特戰役最后攻坚，在战斗中受重伤失去右臂和双腿。曾獲得俄罗斯聯邦英雄、5枚勇气勋章、1枚红星勋章。
- 弗拉基米尔·基塔耶夫，呼号"Айсмэн"（「冰人」），第五突击队指挥官。前GRU，2010年因持刀伤人判处一年徒刑，2015年加入瓦格纳。俄羅斯聯邦共產黨党员，曾獲得俄罗斯聯邦英雄。
- 阿列克谢·纳金 †，呼号"Терек"（「捷列克」），第十突击队指挥官，地狱尖兵制作人。前GRU，2016年加入瓦格纳。2022年9月在巴赫穆特戰役阵亡，死后追授俄罗斯聯邦英雄、顿涅茨克英雄、卢甘斯克英雄、瓦格纳白金之星。曾獲得3枚勇气勋章。
- 康斯坦丁·皮卡洛夫（英语：Konstantin Pikalov），呼號"Мазай"（「馬扎伊」），是瓦格納集團在非洲地區的主要負責人。主要在中非共和國展開業務，也是另一家私營軍事公司“Convoy”的創始人。
- 谢尔盖·丘布科，呼号"Пионер"（「先锋」），是瓦格納集團在利比亚和中非地區的主要负责人。前VDV，2017年加入瓦格纳。普里戈津任命的白俄罗斯负责人。曾獲得5枚勇气勋章。
- 谢尔盖·普罗普斯汀 †，呼号「荒野」，死於2023年特維爾州飛機墜毀事故。
- 叶夫根尼·马卡良 †，呼号「巫婆」，死於2023年特維爾州飛機墜毀事故。
- 亚历山大·托特明 †，呼号「影子」，死於2023年特維爾州飛機墜毀事故。
- 瓦列里·切卡洛夫 †，呼号「圣骑士」，主管后勤，位於副司令级别，死於2023年特維爾州飛機墜毀事故。
- 尼古拉·马图耶夫 †，呼号「克拉姆尼茨」，死於2023年特維爾州飛機墜毀事故。
- 德米特里·塞蒂，瓦格納在非洲的商業活動主要負責人。[87][88]

### 征募条件
瓦格纳集团不只招收俄軍，除了一般文职人员以外，参与行动的人员除退伍军警及囚犯之外还有外國人，包含塞尔维亚人、塔吉克人、白俄罗斯人和亚美尼亚人等。
首先，在人员配备方面，任何外国护照持有者（欧盟和北大西洋公约组织成员国以及乌克兰国籍除外）都有资格加入该团体。任何新候选人，在任何社交网站上没有有效的个人资料。希望加入该组织的人员必须至少22岁，50岁以下。对于加入瓦格纳高管職位的成熟候选人（如果他们表现出出色的健康指标），必须提供令人印象深刻的军事履历。俄罗斯入侵乌克兰以后，该组织采用非常规手段招募人员，比如在俄罗斯城镇开设店铺和在色情网站刊登广告。

#### 退伍军人
提供每月至少24万卢布（约合3,370英镑，4,000美金）的工资。

#### 外籍人员
提供每月24万卢布的工资和即時获得俄罗斯国籍，但不接受北約成員國或烏克蘭國籍人士。

#### 囚犯
年龄20-50岁，有中学教育水平，但不接受强奸犯、娈童犯、极端分子和恐怖主义犯人。同意在乌克兰作战的人必须通过多阶段测试：面谈、体能测试、背景审查和测谎仪测试，以显示囚犯是否会逃跑、是否吸毒、是否能够杀人。如果候选人通过测谎仪，两周后招募人员会被带去接受培训。
囚犯為瓦格納傭兵的最大人員來源。2022年12月，美国国家安全委员会战略通信协调员约翰·柯比声称瓦格纳有5万人在乌克兰战斗，其中包括1万名合同工和4万名罪犯。其他估计认为被招募的囚犯人数超过2万人。俄罗斯监狱招募數據顯示瓦格纳傭兵在俄烏戰爭中的死亡率為15%、受伤率為25%。

### 培训
面试通过以后，本人需要前往莫尔基诺训练场（克拉斯诺达尔边疆区）进行所谓的“过滤”程序。通常需要两到三天，其中会进行更详细的筛选，进行个性化评估。如果成功，新兵将被瓦格纳聘用并分配一个专业，基于先前展示的技能和跟踪记录，并开始培训。

### 待遇福利
瓦格纳官兵之一切收入均会交付给指定受益人，並以现金形式提供，不經銀行並全無交易記錄；除基本工资外，还有从150,000卢布（2,400美元）到700,000卢布（11,200美元）的戰功獎金。陣亡將士之受益人可一次性獲得100万卢布抚恤金，遗体会安葬在瓦格纳的教堂墓地，亦可由本人生前指定或者交给亲属。官兵之受益人在其入伍時亦須簽署保密協議，若官兵陣亡的話不可對外透露相關訊息。
更生將士参战6个月且存活者即可獲特赦免，但试图开小差或投降者则将遭立即射杀。
2023年，俄罗斯授予参与戰鬥的瓦格纳合同工退伍军人地位。

## 軍事活動

瓦格纳在各国的活动情况
俄罗斯
已证实有活动的地区
怀疑但未证实有活动的地区

2015年，瓦格纳集团开始在叙利亚开展行动，参与亲政府的部队作战行动，并协助保卫当地的油田。
自2016年以来，该组织一直活跃在利比亚，支持忠于哈夫塔尔将军的利比亞國民軍。2019年，据认为多达1000名瓦格纳雇佣军参与了哈夫塔尔对首都的黎波里民族团结政府的攻击。
2017年，瓦格纳集团受中非共和国政府邀请，为当地钻石矿提供安全保护。据报道，该组织还在苏丹开展活动，保护当地的金矿。
2018年的哈沙姆之战中，敘利亞政府部队约500人对美军和叙利亚民主军发动进攻。美軍召來增援，包括AC-130空中砲艇、F-15E攻擊鷹戰鬥機、MQ-9無人機、AH-64阿帕奇攻擊直升機、B-52和F-22。附近的砲兵，包括M142高機動性多管火箭系統也砲擊了敘利亞軍隊。双方激战约4小时后，政府部队被击败，约有100人左右被打死，確認有10名雇佣兵死亡，估計共有20至30名雇佣兵死亡。。美軍由於主要為空軍緣故，故无人伤亡，地面則有1名叙利亚民主军战士受伤。5年後的俄烏戰爭期間，瓦格纳集团再與俄罗斯国防部的爆發爭論，透過其控制的Telegram频道及网媒GreyZone发布在此战中蒙受的慘重傷亡损失並指责俄国国防部当时见死不救。
2020年7月29日臨近白俄罗斯總統大選之際，白俄罗斯阿爾法小組連同明斯克警察拘捕了32名從7月24—25日入境白俄羅斯的俄羅斯私人軍事服務公司，瓦格纳集团的承包人員，指控他們在大選前從事破壞政權穩定的活動。
2020年10月，有消息称瓦格纳集团参与了当年纳戈尔诺－卡拉巴赫冲突中亚美尼亚一方。
2021年8月，BBC發表的一項調查指稱瓦格纳在2019年4月開始參與第二次利比亞內戰，協助哈夫塔爾一方。BBC接觸的一名瓦格納前戰士承認他們有殺害俘虜的行為，以節省餵飽他們的需要，BBC也指稱他們曾刻意殺害平民。
2022年俄羅斯入侵烏克蘭後，德國《明鏡》引用德國聯邦情報局的情報，指瓦格纳參與了布查大屠殺。
2022年10月，有消息指出俄羅斯軍隊為了阻止烏克蘭陸軍反攻俄佔區，在俄羅斯邊境別爾哥羅德州邊界與盧甘斯克地區的戈爾斯科耶鎮放置許多龍牙樁。俄羅斯媒體聲稱，瓦格納傭兵集團也有參與戈爾斯科耶鎮的龍牙樁建設工程，並將其稱為「瓦格納防線」。
2022年11月，位于圣彼得堡的「瓦格纳雇佣兵中心」大楼正式开业。普里戈任之前透露这座中心将为相关投资者、设计师和IT工作人员提供免费办公区域，中心的任务是「提供能够诞生『增强俄罗斯国防和信心能力』的新思维和想法的舒适环境。」
2023年3月，中非發生班巴里鎮金礦屠殺事件，事后瓦格纳被中非反政府武装组织「爱国革新联盟」指控称其制造了这起屠杀。
2023年4月，兩名前瓦格納傭兵接受俄羅斯人權組織Gulagu.net訪問，透露接獲瓦格納負責人普里格津親自下令，在烏克蘭東部的索萊達爾和巴赫穆特殺害烏克蘭平民和兒童，並處決烏克蘭戰俘及拒絕繼續作戰的瓦格納傭兵。

2023年武裝叛亂示意图

2023年6月23日，普里戈任声称俄羅斯國防部對集團後方營地發動導彈襲擊，随后發動针对俄羅斯執政當局的武裝叛亂。普里戈任表示，瓦格纳部队已从乌克兰撤出，并转移到俄罗斯罗斯托夫州的顿河畔罗斯托夫作战。第二天，白俄罗斯总统卢卡申科宣布与普里戈津达成共识“停止瓦格纳武装人员在俄罗斯领土上的行动，并采取进一步措施，缓解紧张局势”，据悉瓦格纳雇佣军已“调转队伍，按计划返回野战军营”。
2023年6月，普里格津在兵變事件結束後首次發出聲明，宣佈華格納集團將在俄國國防部強制簽約的7月1日期限後不復存在。
2023年6月27日，俄羅斯國防部表示，瓦格纳集团正准备向俄国防部移交重型武器装备。瓦格纳集团中想继续战斗的人要与国防部签约。位于秋明州的瓦格纳中心以及圣彼得堡的瓦格纳总部都已重新运作，并且瓦格纳中恢复了人员招募工作。在兵变发生时，瓦格纳中入口处挂着的招募广告一度被拆除，瓦格纳中也短暂停工了一天。
2023年7月6日，白俄罗斯总统卢卡申科表示，瓦格纳组织创始人普里戈任目前不在白俄罗斯，白俄罗斯也没有为瓦格纳建造营地。
2023年7月14日，白俄罗斯国防部表示，瓦格纳集团已开始在该国训练士兵。白俄罗斯国防部還公布了一段视频，根據該視頻，瓦格纳集團的士兵在明斯克东南约90公里的奥西波维奇附近的一个军事靶场训练白俄罗斯士兵。7月15日，乌克兰边防局证实瓦格纳集团抵达白俄罗斯，正在评估抵达雇佣兵的人数、具体位置和目标；另有一份未经证实的报道称，约60辆瓦格纳集團的汽车已进入白俄罗斯。
2023年7月19日，根據Telegram频道上发布的视频显示普里戈任出现在白俄罗斯。这是自瓦格納集團兵變以来，首次出现普里戈任的画面。视频中他正在欢迎战士，赞扬了战士们在乌克兰“打了一场值得赞赏的战斗”，并描述乌克兰前线的最新动向为“耻辱”，还暗示瓦格纳可能会在稍后重新参与战争。视频还表示，一些瓦格纳战士将前往非洲；另一些人将利用停留在白俄罗斯的时间训练白俄罗斯军，这似乎证实了白俄罗斯关于瓦格纳战士目前担任该国军队军事教官的声明。这段视频也是乌特金的罕见公开露面。
2023年8月，白俄羅斯總統盧卡申科要求九成的瓦格納集團僱傭兵必須在期限內離境。
2023年8月26日，普京簽署命令要求瓦格納士兵必須向國家效忠。

## 法律地位

### 俄罗斯國內
瓦格纳集团的雇佣军行为可能违反当前俄罗斯联邦宪法和刑法。
依据俄罗斯联邦宪法第13条第5款：
5. 应禁止建立其目的和行动旨在强行改变宪法制度的基本原则和侵犯俄罗斯联邦的完整性、破坏其安全、建立武装单位和煽动社会、种族、民族和宗教冲突的公共团体并开展活动。
根据俄罗斯联邦刑法典第208条：关于“组织或参与非法武装组织，或为违背俄罗斯联邦利益的目的参与武装冲突或军事行动”。
1. 建立联邦法律没有规定的武装组织（协会、分队、小队或其他团体），以及领导或资助这种组织--违反联邦法律的。
2. 参加联邦法律没有规定的武装组织，以及在外国境内参加该国法律没有规定的武装组织，其目的与俄罗斯联邦的利益相悖（本条第三部分规定的情况除外）。将被处以8至15年的监禁，并限制1至2年的自由。
3. 俄罗斯联邦公民或长期居住在俄罗斯联邦的无国籍人士参与武装冲突、军事行动或其他在外国领土上使用武器和军事装备的行动，以达到违反俄罗斯联邦利益的目的（在没有本法第275条规定的犯罪要素的情况下）。将被处以12至20年的监禁，并处以50万卢布以下的罚款，或罚没被定罪人三年以下的工资或其他收入，或不处以罚款，但限制两年以下的自由。

请注意。首次犯有本条第一或第二部分规定的罪行的人，如果自愿停止参与非法武装组织并放弃武器，如果其行为不包含其他犯罪事实，则应免除刑事责任。
2022年，瓦格納集團註冊為公司。俄罗斯入侵乌克兰之后，俄罗斯国家杜马于2023年3月修改一项法案，允许惩罚散布虚假信息或诋毁在乌克兰作战的志愿者团体的人士最高15年的监禁。这项修正案将原适用于俄罗斯武装部队的范围扩大至雇佣兵、志愿部队和其他协助俄罗斯军队的组织，也意味着瓦格纳集团的雇佣军在乌克兰的战争行为可以受到俄罗斯的法律保护。
2023 年 8 月 3 日颁布的俄羅斯聯邦總統令 第 582 號“關於確保在志願部隊服役的俄羅斯聯邦公民獲得強制國家生命和健康保險的措施”根據該法案，他們還可以獲得重傷和輕傷保險，在死亡時也可以獲得相同的抚恤金（由直系親屬- 配偶、子女、父母获得）。

### 國際
2022年1月20日宣布，美国宣布將瓦格納傭兵集團列為跨國犯罪組織，並實施制裁，而早於2020年7月已有香港公司因為與瓦格納集團有往來交易而被美國財政部制裁。2023年1月30日，加拿大下議院通过一项动议，称「鉴于有关俄罗斯支持的瓦格纳集团在乌克兰和世界其他地区侵犯人权和袭击平民的报道，呼吁政府立刻承认瓦格纳集团为恐怖主义组织」，瓦格纳集团也相应地列入加拿大制裁名单。次日，加拿大上議院也通过相似的动议。3月14日，立陶宛议会宣布俄罗斯瓦格纳集团为恐怖组织。9月6日，英國政府宣佈擬向國會提交修正案，將瓦格纳集团列為《2000年反恐法》下界定之恐怖組織，並於15日獲正式通過。

## 文化

### 纪录片
法国曾拍摄纪录片《瓦格纳：普京的影子军队》。

### 文学传记
《两次进入同一条河》：本书是前瓦格纳集团成员马拉特-加比杜林格回忆传记，记录作者参与瓦格纳集团在叙利亚相关行动。

## 備注
1. ↑  “ЧВК”是俄語“Частная военная компания”的簡寫，中文即“私人軍事服務公司”